# Libkovice pod Řípem
Libkovice pod Řípem (en allemand : Lipkowitz) est une commune du district de Litoměřice, dans la région d'Ústí nad Labem, en Tchéquie. Sa population s'élevait à 559 habitants en 2021.

## Géographie
Libkovice pod Řípem se trouve à 3 km à l'est du mont Říp (456 m), une montagne isolée — pod Řípem signifie « sous le Říp » —, à 7 km au sud-est de Roudnice nad Labem, à 23 km au sud-est de Litoměřice, à 37 km au sud-est d'Ústí nad Labem et à 36 km au nord-ouest de Prague.
La commune est limitée par Bechlín au nord, par Horní Počaply et Cítov à l'est, par Kostomlaty pod Řípem au sud et par Krabčice à l'ouest.

## Histoire
La première mention écrite du village date de 1351.

## Transports
Par la route, Libkovice pod Řípem se trouve à 8 km de Roudnice nad Labem, à 29 km de Litoměřice, à 46 km de Prague et à 56 km d'Ústí nad Labem.